# Несъёмная опалубка
Несъёмная опалубка — блоки или панели из различных материалов, которые монтируются в единую опалубочную конструкцию — форму для укладки монолитного армированного бетона. Ускоряет и упрощает строительство за счёт объединения нескольких операций в одном технологическом цикле (несущая стена с нужным сопротивлением теплопередаче возводится за один технологический цикл). Несъёмная опалубка после схватывания в ней бетона становится функциональной частью конструкции готовой стены.
Различают несколько принципиально разных видов несъёмной опалубки.

## Блоки из вспененногополистиролас пустотами
Insulating concrete forms, пенопластовая опалубка, опалубка из пенополистирола — представляют собой пластины из пенополистирола (обычно толщиной от 40 до 100 мм, марка ПСБ-С 25-35) соединённые между собой съёмными или монолитными перемычками. Процесс монтажа опалубки напоминает игру — конструктор LEGO. Вышестоящие ряды блоков входят в зацепление с нижестоящими за счёт особой формы сопрягаемых поверхностей («замки» шип-паз). Внутреннее пространство блоков (от 150 до 400 мм) заполняется бетоном. Получаемая стена представляет собой сендвич «пенополистирол- армированный бетон-пенополистирол» и нуждается в обязательной отделке с фасадной и внутренней стороны стены для обеспечения механической и противопожарной защиты пенополистирола (не менее 3 мм негорючего материала): гипсокартон, штукатурка).

## Облицовочная несъёмная опалубка (декоративная несъёмная опалубка)
Конструкция из легкосборных опалубочных модулей. Каждый модуль собирается прямо на возводимой стене из фасадной и внутренней облицовочных пластин при помощи перемычек. Внутрь модуля вкладывается пластина утеплителя нужной толщины (пенополистирол или минплита-минеральная вата) и устанавливается арматура. Модули монтируются рядами методом бесшовной кладки (без раствора и герметика), при этом облицовочные пластины вышестоящих рядов модулей опираются на совершенно ровные края облицовочных пластин нижестоящих рядов. Затем в опалубку укладывается бетон. Внутренние крепежные элементы модуля обеспечивают высокую точность геометрии опалубки всей стены, поэтому дополнительные внешние упоры не требуются. В результате образуется несущая монолитная утеплённая и сразу облицованная снаружи и, при необходимости, внутри, стена. Бетонная стена, защищенная снаружи непрерывным контуром теплоизоляции, независимо от климатических условий имеет комнатную температуру и является теплоаккумулятором, предотвращающим резкие колебания температуры внутри здания, что обеспечивает «идеальные» условия эксплуатации несущих конструкций дома и комфорт для людей. Облицовка, определяющая декоративные и атмосферозащитные свойства стены, изготавливается из металла, пластиков, фибробетона, вибролитого бетона, керамогранита. Точные размеры модулей и большая площадь (~ 0.5 кв.м.), бесшовная установка, готовая фасадная отделка стены обеспечивают высокую скорость и низкую стоимость строительства. 

## Армированные панели (армопанель)
Армированные панели представляют собой плиту из пенополистирольного или другого термоизоляционного вкладыша (толщиной от 10 до 250 мм) оснащенную с обеих сторон стальной арматурной сеткой и разделённую бесконечной W-образной проволочной трассой (проволока 4 мм) соединяющей две сварные сетки (проволока 4 мм). После установки панели на месте будущей стены, на неё наносятся 2-3 слоя особого бетона методом мягкого торкретирования (набрызг бетона под давлением) с помощью специальной установки. Получаемая стена представляет собой сендвич «бетон-пенополистирол-бетон» и не нуждается в дополнительной защите пенополистирола. Этот метод малобюджетного строительства был разработан в 70-х годах прошлого века; причём фундаментальные разработки, являющиеся предпосылками к появлению этого строительного метода, были из СССР.
При использовании армопанелей достигаются отличные экономические и эксплуатационные показатели благодаря:
- бесшовному монолитному панельному строительству без применения тяжёлой строительной техники,
- качествам термоизолятора находящегося внутри панели,
- отсутствию дополнительных работ по защите теплоизолятора.[источник не указан 4248 дней]

## Древобетонные панели или блоки (арболит)
Представляют собой опалубочные панели или пустотные блоки из деревобетона (измельчённая древесина (щепа) + цемент). Из панелей собирается опалубка при помощи специальных стяжек и гвоздей, подобно классической разборной опалубке из досок или щитов. Блоки же устанавливаются рядами методом бесшовной кладки. Для получения требуемого теплового сопротивления стены используются вкладыши из пенополистирола. Затем в сооружённую опалубку устанавливается арматура и заливается бетон. Образуется монолитная несущая стена. Поверхность несъёмной опалубки из деревобетона затем обязательно отделывается снаружи (штукатурка, искусственный камень, клинкер (кладка камня), вентилируемый фасад, сайдинг) и внутри (штукатурка или гипсокартон). Грубопористая поверхность деревобетона обеспечивает хорошее сцепление с бетоном несущей стены и со слоями наружной и внутренней отделки.

## Стекломагнезитовая каркасная опалубка
Стекломагнезитовая каркасная опалубка представляет собой каркас, основой которого является специальный металлический термопрофиль, а для обшивки используется стекломагниевый лист (СМЛ). Конструкция напоминает устройство перегородки из гипсокартона. Опалубка собирается на высоту одного этажа и заливается лёгким бетоном (пенобетоном, фибропенобетоном). Используется в основном как ограждающая конструкция стен, а для обеспечения несущих свойств применяются колонны, армпояса из жёсткого конструкционного железобетона и т. п. Полученная стена нуждается в декоративной отделке с фасадной и внутренней стороны.

## Стальная несъемная опалубка ячеистой структуры

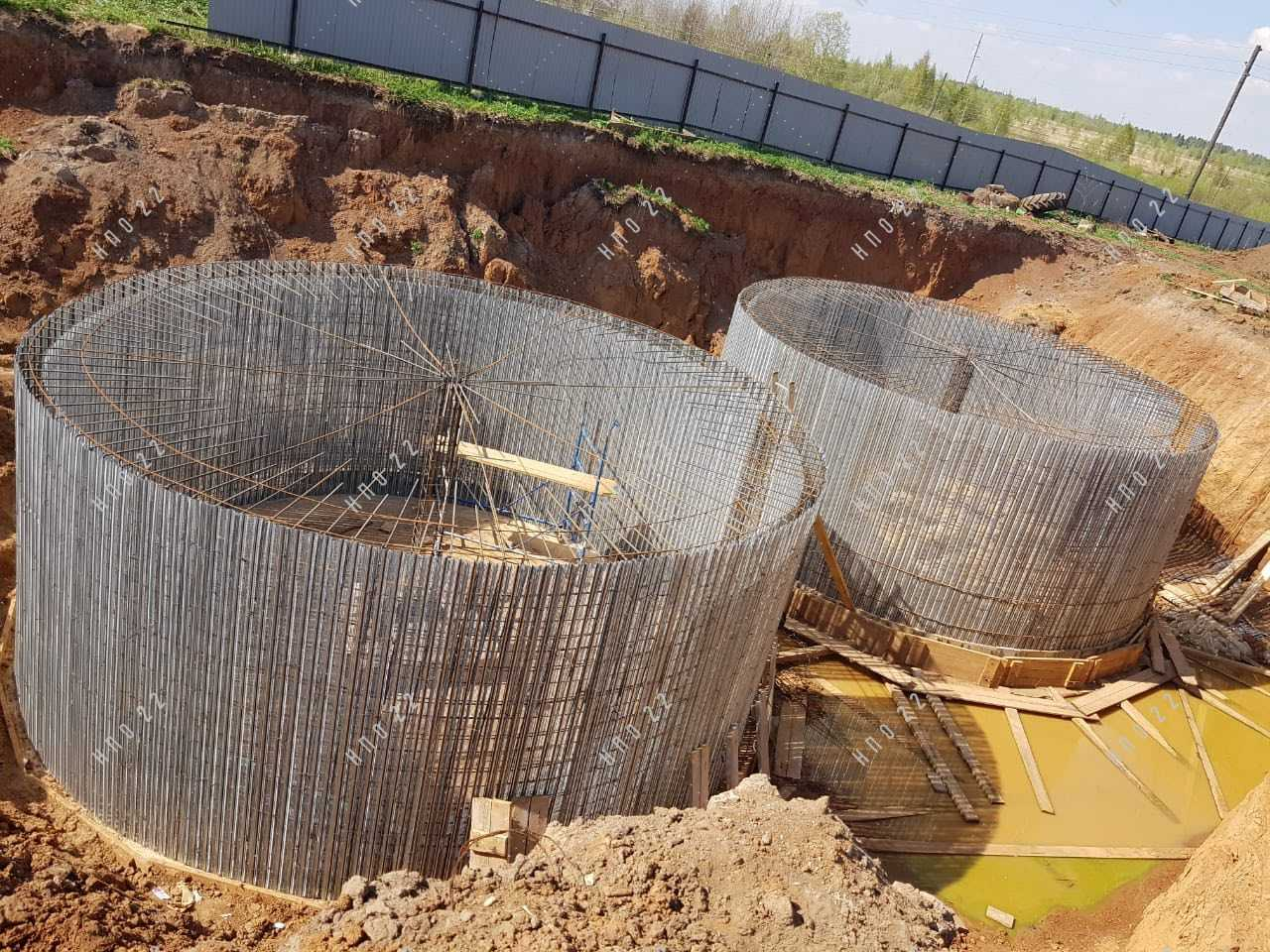
Пожарные резервуары, возводящиеся из опалубки ячеистого типа.

Стальная несъемная опалубка ячеистой структуры представляет собой сетчатую панель с рёбрами жесткости, крепящуюся к арматурному каркасу. Без каркаса, панель похожа на профнастил с перфорацией и с сильно выделяющимися V-образными рёбрами жёсткости. 
Отличительной особенностью такой опалубки является жёсткость в одной плоскости до установки на каркас, что позволяет формировать из опалубки дуги, арки, кольца (см. фото: опалубка на каркасе при строительстве 2-х резервуаров), что позволяет заранее задать криволинейные изгибы будущего изделия из бетона (как-то колонны, бассейна, резервуара, круглого фундамента) до закрепления опалубки.